# Heteropterys perplexa
Heteropterys perplexa é uma espécie de planta do gênero Heteropterys e da família Malpighiaceae.

## Taxonomia
A espécie foi descrita em 1982 por William Russell Anderson.

## Forma de vida
É uma espécie terrícola e trepadeira.

## Descrição
Heteropterys perplexa geralmente é caracterizada pelas folhas papiráceas, com base cuneada a arredondada e com duas glândulas intramarginais próximo à base da lâmina folia, alé metros de frutos com núcleo seminífero rugoso.
| Caule                                                                                    | Caule |
| ---------------------------------------------------------------------------------------- | --- |
| presença de folha e indumento no ramo                                                    | frondoso/glabrescente                                                                                                   |
| Folha                                                                                    | |
| filotaxia e postura da lâmina                                                            | oposta |
| pecíolo indumento e glândula                                                             | glabrescente/tomentoso/glanduloso na base/glanduloso no terço metrosédio                                                |
| forma, consistência e cor da lâmina                                                      | papirácea/cartácea/elíptica/oval/oboval                                                                                 |
| base da lâmina forma                                                                     | cuneada/arredondada |
| ápice da lâmina forma                                                                    | acuminado/agudo/obtuso/retuso                                                                                           |
| face, tipo e cor do indumento na lâmina                                                  | amba às face/glabrescente/tomentoso/velutino                                                                            |
| presença, forma e cor de glândulas na lâmina                                             | conspícua/séssil/basal/intramarginal                                                                                    |
| margem da lâmina                                                                         | plana |
| arquitetura da lâmina                                                                    | plana |
| Inflorescência                                                                           | |
| postura da inflorescência                                                                | ereta |
| bráctea bractéola forma e e glândula                                                     | persistente/oval |
| desenvolvimento do pedicelo                                                              | pedunculado |
| Flor                                                                                     | |
| postura, glândula e indumento da sépala                                                  | com ápice plano/somente anterior eglandulosa/todo glandulosa/pilosa/ferrugínea                                          |
| tamanho, postura, carena, aromaticidade, unguículo, consistência, cor e margem da pétala | reflexa/patente/ereta/carenada/não odorífera/unguiculada/crassa/alva/posterior com metrosácula rósea/com margem/inteira |
| postura e indumento da antera                                                            | ereta/glabra |
| tamanho, postura, indumento e ápice do estilete                                          | todo do mesmo tamanho/não arqueado/reto/divergente distalmente/glabro/com ápice/arredondado/apiculado/truncado          |
| Fruto                                                                                    | |
| tamanho, ornamentação e ala lateral do núcleo seminífero                                 | rugoso |

## Conservação
A espécie faz parte da Lista Vermelha das espécies ameaçadas do estado do Espírito Santo, no sudeste do Brasil. A lista foi publicada em 13 de junho de 2005 por intermédio do decreto estadual nº 1.499-R.

## Distribuição
A espécie é encontrada nos estados brasileiros de Bahia, Ceará, Espírito Santo, Minas Gerais, Pernambuco, Piauí e Rio de Janeiro.
Em termos ecológicos, é encontrada nos  domínios fitogeográficos de Caatinga, Cerrado e Mata Atlântica, em regiões com vegetação de caatinga, campos rupestres, cerrado, floresta estacional decidual e floresta estacional semidecidual.